# Église Saint-Jacques d'Ossen
L'église Saint-Jacques d'Ossen est une église catholique située à  Ossen, dans le département français des Hautes-Pyrénées en France dans la Vallée de Batsurguère

## Localisation
Elle se situe à l’extrémité est du village

## Historique
L’église est d'époque romane, elle a été restaurée en 1861 après le tremblement de terre de 1854 .

## Architecture
L’église est à chevet plat et le clocher porche date de 1946, en 2001, la couverture du toit a été refaite en 2001.

## Galerie de photos

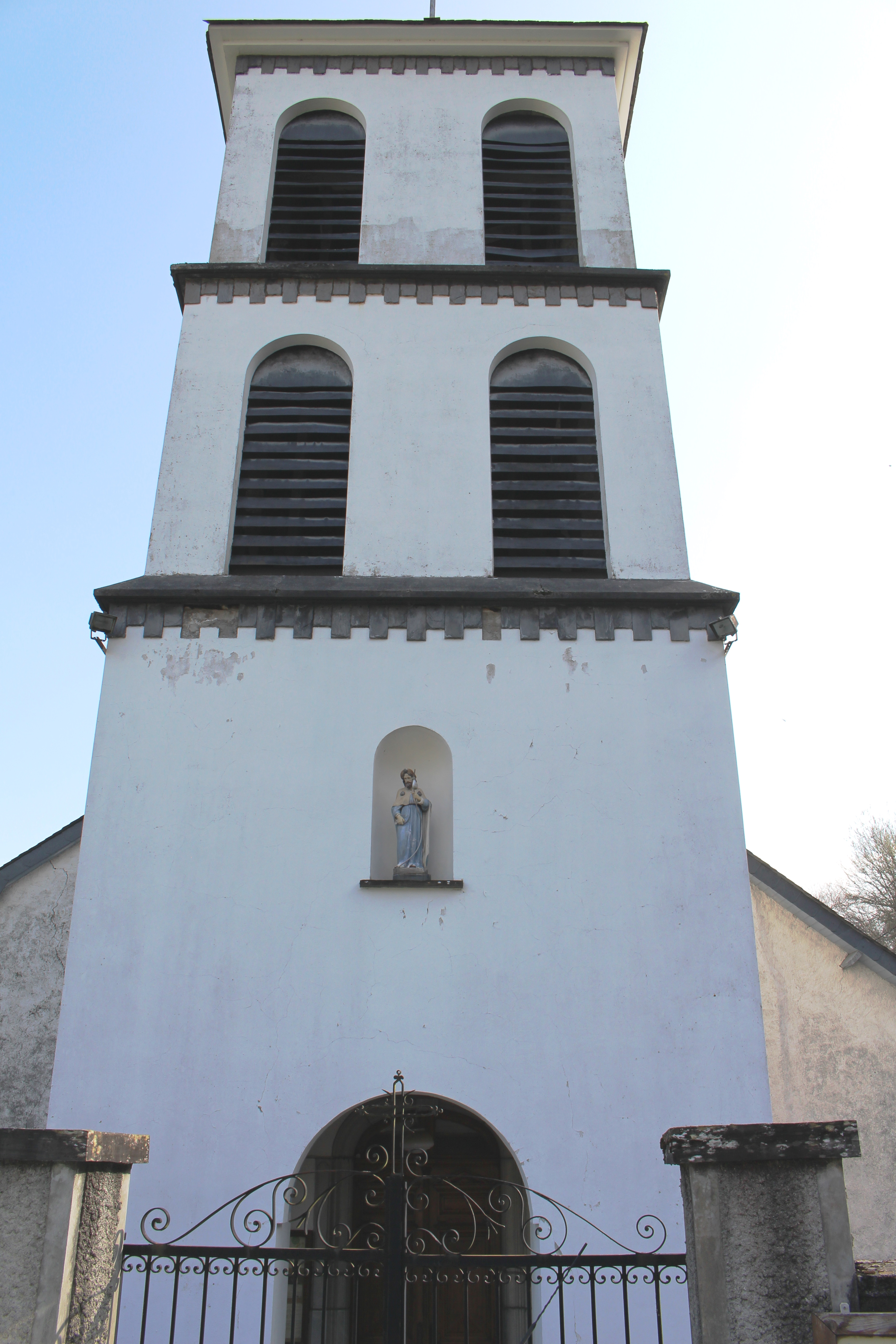
clocher
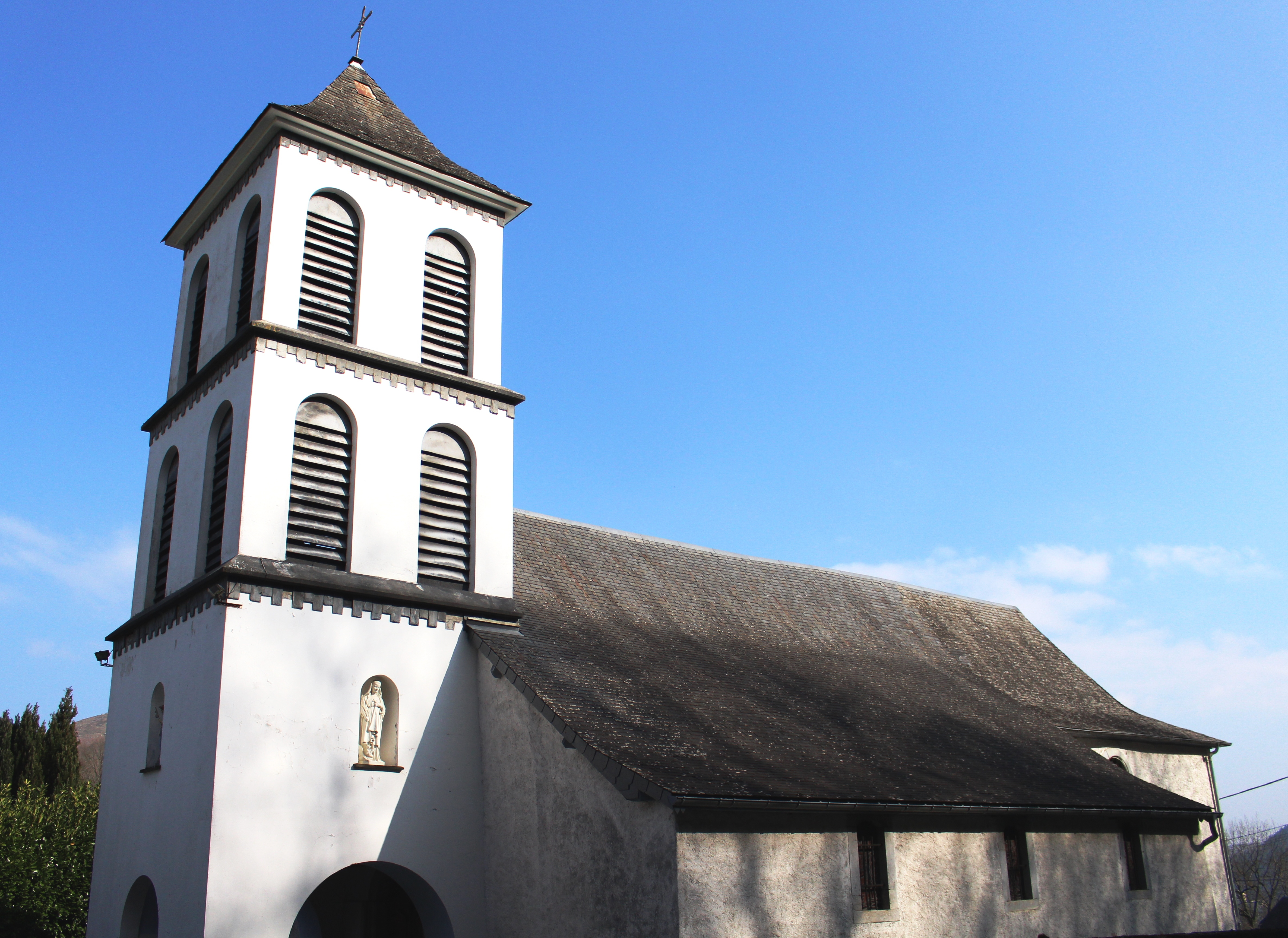
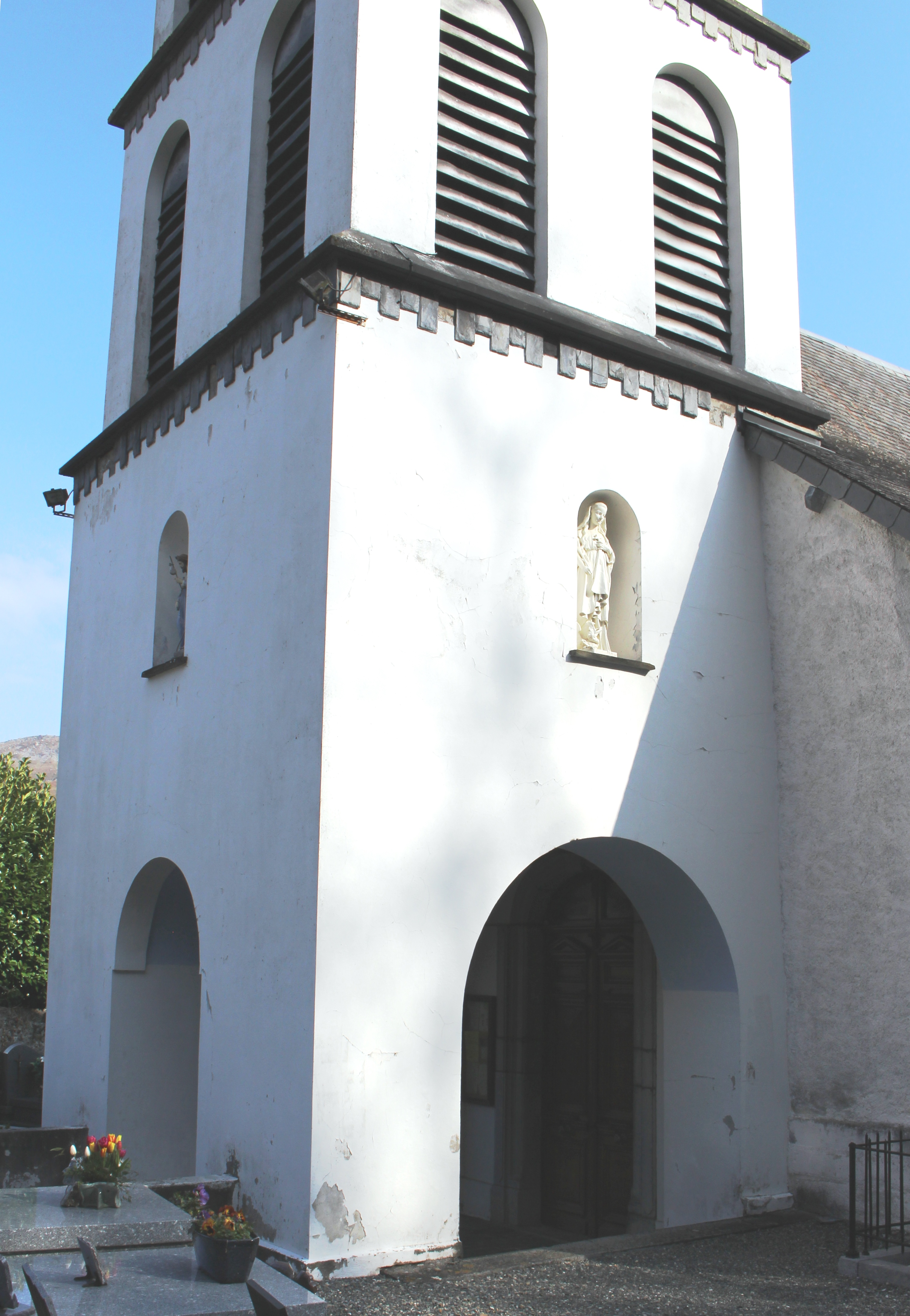
porche